# Forum de Bamako

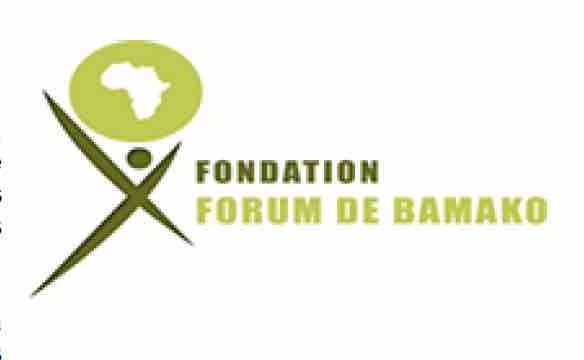
Forum de Bamako

 (janvier 2022).
La mise en forme du texte ne suit pas les recommandations de Wikipédia : il faut le « wikifier ».
Les points d'amélioration suivants sont les cas les plus fréquents :
- Les titres sont pré-formatés par le logiciel. Ils ne sont ni en capitales, ni en gras.
- Le texte ne doit pas être écrit en capitales (les noms de famille non plus), ni en gras, ni en italique, ni en « petit »…
- Le gras n'est utilisé que pour surligner le titre de l'article dans l'introduction, une seule fois.
- L'italique est rarement utilisé : mots en langue étrangère, titres d'œuvres, noms de bateaux, etc.
- Les citations ne sont pas en italique mais en corps de texte normal. Elles sont entourées par des guillemets français : « et ».
- Les listes à puces sont à éviter, des paragraphes rédigés étant largement préférés. Les tableaux sont à réserver à la présentation de données structurées (résultats, etc.).
- Les appels de note de bas de page (petits chiffres en exposant, introduits par l'outil «  Source ») sont à placer entre la fin de phrase et le point final[comme ça].
- Les liens internes (vers d'autres articles de Wikipédia) sont à choisir avec parcimonie. Créez des liens vers des articles approfondissant le sujet. Les termes génériques sans rapport avec le sujet sont à éviter, ainsi que les répétitions de liens vers un même terme.
- Les liens externes sont à placer uniquement dans une section « Liens externes », à la fin de l'article. Ces liens sont à choisir avec parcimonie suivant les règles définies. Si un lien sert de source à l'article, son insertion dans le texte est à faire par les notes de bas de page.
- La présentation des références doit suivre les conventions bibliographiques. Il est recommandé d'utiliser les modèles {{Ouvrage}}, {{Chapitre}}, {{Article}}, {{Lien web}} et/ou {{Bibliographie}}. Le mode d'édition visuel peut mettre en forme automatiquement les références.
- Insérer une infobox (cadre d'informations à droite) n'est pas obligatoire pour parachever la mise en page.

Pour une aide détaillée, merci de consulter Aide:Wikification.
Si vous pensez que ces points ont été résolus, vous pouvez retirer ce bandeau et améliorer la mise en forme d'un autre article.
 (janvier 2022).

## Historique
Le Forum de Bamako communément appelé « Petit Davos de l’Afrique » est un congrès annuel et transnational initié en 2001 par Mr Abdoullah Coulibaly, président fondateur de l’Institut des Hautes Études en Management (IHEM).
Essentiellement orienté sur les défis du développement en Afrique, le forum réuni chaque année à Bamako plus de 800 personnes : des femmes et hommes politiques, économistes, chefs d'entreprise, universitaires, intellectuels, étudiants et artistes du monde entier. 
Le Forum de Bamako allie liberté d'expression, convivialité et débat de haut niveau pour des expertises au profit du développement social, culturel et économique de l’Afrique.
Depuis 2008, le Forum de Bamako est organisé par la Fondation Forum de Bamako, son président Mr Abdoullah Coulibaly ambitionne de fournir une base stable et permanente d'échange sur l'avancée du continent africain. 

## Missions du Forum de Bamako
- Etablir un rendez-vous annuel de débats, de réflexions sur le continent africain

- Regrouper les expertises pour le développement social, culturel et économique de l’Afrique
- Encourager le mélange des savoirs et des compétences
- Créer un réseau

## Thèmes majeurs
| Edition | Année        | Thème |
| ------- | ------------ | --- |
| 1re     | Janvier 2001 | La réhabilition du capital humain |
| 2é      | février 2002 | NEPAD, nouveau départ pour l'Afrique |
| 3è      | Février 2003 | Éducation et stratégies de développement en Afrique |
| 4è      | Février 2004 | Les privatisations en Afrique, quelle analyse critique ? |
| 5è      | Février 2005 | Culture et Développement |
| 6é      | Février 2006 | Quelle Afrique en 2025 ? |
| 7è      | Février 2007 | Intégration Africaine. |
| 8è      | Février 2008 | L'Afrique, un nouveau Pôle Géostratégique, les enjeux.. |
| 9è      | Février 2009 | La gouvernance |
| 10è     | Février 2010 | L’Afrique 50 ans après, le défi alimentaire, la faim du continent |
| 11è     | Février 2011 | Quelles entreprises ? quels entrepreneurs pour un développement durable de l’Afrique ? Edition précédée de l’atelier sous régionale sur « l’Entreprenariat féminin dans le domaine de l'agro-industrie et l'agro-business en :Afrique : État des lieux, opportunités et perspectives’’ |
| 12è     | Février 2012 | Quel État pour l'Afrique au 21e siècle ? |
| 13è     | Février 2013 | États, Conflits et réconciliations nationales : enjeux de la cohésion sociale et défis de la gouvernance locale |
| 14è     | Février 2014 | Paix, sécurité et développement dans la bande Sahélo-Sahélienne : défis de la mutualisation des dispositifs de sécurité et enjeux du développement et de la gouvernance locale |
| 15è     | Février 2015 | L’Emergence de l’Afrique à l’horizon 2035 : les défis, es opportunités et les parties prenantes ? |
| 15è     | Juillet 2015 | 2ème Forum Genre et Développement : « L’Emergence de l’Afrique à l’horizon 2035 : contraintes , défis et opportunités pour une participation effective des femmes ? » |
| 16è     | Février 2016 | L’Afrique entre chaos et émergence ? |
| 17è     | Février 2017 | La croissance urbaine, un enjeu majeur au cœur des priorités nationales et régionales |
| 18è     | Février 2018 | Aménagement du territoire de l’espace sahélo-sahélien : facteur de sécurité, de développement et de paix |
| 19è     | Février 2019 | Immigration : quelle dynamique entre l’Europe et l’Afrique ? Opportunité ou menace pour les pays d’accueil ? Nationalisme ou métissage ? Construire des ponts ou construire des murs ? Que faire ensemble ?                                                                            |
| 20è     | Février 2020 | Quelle Afrique à l’horizon 2040 ? Entre mémoires et avenirs ? |
| 21è     | Février 2021 | « Développement durable et capital humain : bilan et priorités opérationnelles pour la Transition au Mali » |